# Schietsport op de Olympische Zomerspelen 2016 – Trap vrouwen
De trap voor de vrouwen op de Olympische Zomerspelen 2016 vond plaats op zondag 7 augustus 2016. Regerend olympisch kampioene was Jessica Rossi uit Italië, die haar titel in Rio de Janeiro verdedigde. De wedstrijd bestond uit drie rondes, een kwalificatieronde, een halve finale en de finale. Bij de kwalificaties schoot elke deelneemster op driemaal 25 doelwitten, met tien doelwitten naar links geschoten, tien naar rechts en vijf willekeurig. Een schutter mocht twee keer op elk doelwit schieten. De beste zes deelneemsters kwalificeerden zich voor de halve finale, waarin werd bepaald wie opging voor de gouden en de bronzen finales.

## Uitslagen

### Kwalificatieronde
| rang | naam                | land             | 1  | 2  | 3  | totaal |    |
| ---- | ------------------- | ---------------- | -- | -- | -- | ------ | -- |
| 1    | Laetisha Scanlan    | Australië        | 22 | 25 | 23 | 70     | Q  |
| 2    | Jessica Rossi       | Italië           | 24 | 21 | 24 | 69     | Q  |
| 3    | Fátima Gálvez       | Spanje           | 24 | 22 | 23 | 69     | Q  |
| 4    | Natalie Rooney      | Nieuw-Zeeland    | 24 | 23 | 21 | 68     | Q  |
| 5    | Corey Cogdell       | Verenigde Staten | 22 | 23 | 22 | 67     | Q  |
| 6    | Catherine Skinner   | Australië        | 22 | 21 | 24 | 67     | Q  |
| 7    | Cynthia Meyer       | Canada           | 21 | 23 | 23 | 67     | TB |
| 8    | Mariya Dmitriyenko  | Kazachstan       | 24 | 20 | 22 | 66     |    |
| 9    | Gaby Ahrens         | Namibië          | 23 | 22 | 21 | 66     |    |
| 10   | Satu Mäkelä-Nummela | Finland          | 22 | 24 | 20 | 66     |    |
| 11   | Jekaterina Rabaja   | Rusland          | 22 | 20 | 23 | 65     |    |
| 12   | Pak Yong-hui        | Noord-Korea      | 23 | 20 | 22 | 65     |    |
| 13   | Arianna Perilli     | San Marino       | 21 | 23 | 21 | 65     |    |
| 14   | Ray Bassil          | Libanon          | 23 | 22 | 20 | 65     |    |
| 15   | Chen Fang           | China            | 23 | 21 | 20 | 64     |    |
| 16   | Alessandra Perilli  | San Marino       | 22 | 22 | 19 | 63     |    |
| 17   | Lin Yi-chun         | Chinees Taipei   | 22 | 20 | 20 | 62     |    |
| 18   | Tatjana Barsoek     | Rusland          | 21 | 22 | 19 | 62     |    |
| 19   | Jana Beckmann       | Duitsland        | 20 | 20 | 21 | 61     |    |
| 20   | Yukie Nakayama      | Japan            | 19 | 22 | 20 | 61     |    |
| 21   | Janice Teixeira     | Brazilië         | 22 | 21 | 17 | 60     |    |

### Halve finale
| rang | naam              | land             | totaal | tiebreak |    |
| ---- | ----------------- | ---------------- | ------ | -------- | -- |
| 1    | Catherine Skinner | Australië        | 14     |          | QG |
| 2    | Natalie Rooney    | Nieuw-Zeeland    | 13     | +1       | QG |
| 3    | Corey Cogdell     | Verenigde Staten | 13     | +0       | QB |
| 4    | Fátima Gálvez     | Spanje           | 12     |          | QB |
| 5    | Laetisha Scanlan  | Australië        | 10     |          |    |
| 6    | Jessica Rossi     | Italië           | 10     |          |    |

### Finales
| rang   | naam              | land             | totaal | tiebreak |
| ------ | ----------------- | ---------------- | ------ | -------- |
| Goud   | Catherine Skinner | Australië        | 12     |          |
| Zilver | Natalie Rooney    | Nieuw-Zeeland    | 11     |          |
| Brons  | Corey Cogdell     | Verenigde Staten | 13     | +1       |
| 4      | Fátima Gálvez     | Spanje           | 13     | +0       |